# Seychelle-szigeteki repülőkutya
A Seychelle-szigeteki repülőkutya (Pteropus seychellensis) az emlősök (Mammalia) osztályának a denevérek (Chiroptera) rendjéhez, ezen belül a nagydenevérek (Megachiroptera) alrendjéhez és a repülőkutyafélék (Pteropodidae) családjához tartozó faj.

## Elterjedése, élőhelye
Két alfaja ismert.
A Seychelle-szigeteki repülőkutya kizárólag a Seychelle-szigetek nagyobb gránitszigeteinek esőerdeiben honos.
A Comore-szigeteki alfaj a Comore-szigetek (ahol mindhárom szigeten előfordul) és Mayotte erdeiben honos. Egy kisebb populációja a Tanzániához tartozó Mafia-szigeten is él.

## Alfajai
- Seychelle-szigeteki repülőkutya (Pteropus seychellensis seychellensis)
- Comore-szigeteki repülőkutya (Pteropus seychellensis comorensis)

Két alfaját olykor különálló fajokként is kezelik.

## Életmódja
A repülőkutya kolóniákban él, alkonyatkor és pirkadatkor a legaktívabb.
Tápláléka nektárból és vadon termő gyümölcsfélékből áll.
Fontos résztvevője a szigetek ökoszisztémájának, mivel több erdei fafaj magvainak fő terjesztője.

## Természetvédelmi helyzete
Korábban elég elterjedt faj volt, mivel nincs természetes ellensége.
A Seychelle-szigetek emberi benépesülése után a húscélú vadászat komolyan csökkentette a faj állományát.
A szigetekre lecsapó szélviharok sokszor megsemmisítik élőhelyüket és tápnövényeiket, valamint akár egész kolóniákat kisodorhatnak a nyílt tengerre.
Egy nagyobb, két-háromezer egyedből álló populációja található Mahé szigetén a Morne Seychellois Nemzeti Parkban. Ezen kívül kisebb egyedszámban előfordul Praslin, La Digue és  Silhouette szigetén is.
Mindezek ellenére ma még elég gyakori faj, így  a Természetvédelmi Világszövetség Vörös Listáján a „nem fenyegetett” kategóriába van besorolva.
A Mafia-szigeten élő kolónia viszont folyamatosan csökken.
1979-es állománybecslésnél nagyjából 10.000 egyed körülire becsülték állományát. 2004-ben a becslés nagyjából hasonló eredményt mutatott.
A faj szerepel a CITES második függelékében.

## Rokonai
A Seychelle-szigeteki repülőkutya a Pteropus nemen belül a Pteropus niger fajcsoport tagja. Közeli rokonai valamennyien az Indiai-óceán Afrikához közeli szigetein élnek.
Közeli rokon fajai az aldabrai repülőkutya (Pteropus aldabrensis), a mauritiusi repülőkutya (Pteropus niger), a madagaszkári repülőkutya (Pteropus rufus) és a pembai repülőkutya (Pteropus voeltzkowi)

## Fordítás
- Ez a szócikk részben vagy egészben  a   Seychelles fruit bat című angol Wikipédia-szócikk fordításán alapul.  Az eredeti cikk szerkesztőit annak laptörténete sorolja fel. Ez a jelzés csupán a megfogalmazás eredetét és a szerzői jogokat jelzi, nem szolgál a cikkben szereplő információk forrásmegjelöléseként.